# チャールズ・ギブソン (視覚効果アーティスト)
チャールズ・ギブソン（Charles Gibson）は、アメリカ合衆国の視覚効果アーティストである。『ベイブ』（1995年）と『パイレーツ・オブ・カリビアン/デッドマンズ・チェスト』（2006年）でアカデミー視覚効果賞を受賞した。父は俳優のヘンリー・ギブソンである。

## 主なフィルモグラフィ
- イントルーダー 怒りの翼 Flight of the Intruder (1991)
- ベイブ Babe (1995)
- パイレーツ・オブ・カリビアン/呪われた海賊たち Pirates of the Caribbean: The Curse of the Black Pearl (2003)
- パイレーツ・オブ・カリビアン/デッドマンズ・チェスト Pirates of the Caribbean: Dead Man's Chest (2006)
- パイレーツ・オブ・カリビアン/ワールド・エンド Pirates of the Caribbean: At World's End (2007)
- ターミネーター4 Terminator Salvation (2009)
- パイレーツ・オブ・カリビアン/生命の泉 Pirates of the Caribbean: On Stranger Tides (2011)
- ハンガー・ゲーム FINAL: レジスタンス The Hunger Games: Mockingjay - Part 1 (2014)
- ハンガー・ゲーム FINAL: レボリューション The Hunger Games: Mockingjay - Part 2 (2015)
- Aquaman (2018)

## 受賞とノミネート
| 賞               | 年   | 部門           | 作品名                                              | 結果       |
| ---------------- | ---- | -------------- | --------------------------------------------------- | ---------- |
| アカデミー賞     | 1995 | 視覚効果賞     | ベイブ                                              | 受賞       |
| アカデミー賞     | 2003 | 視覚効果賞     | パイレーツ・オブ・カリビアン/呪われた海賊たち       | ノミネート |
| アカデミー賞     | 2006 | 視覚効果賞     | パイレーツ・オブ・カリビアン/デッドマンズ・チェスト | 受賞       |
| アカデミー賞     | 2007 | 視覚効果賞     | パイレーツ・オブ・カリビアン/ワールド・エンド       | ノミネート |
| 英国アカデミー賞 | 1995 | 特殊視覚効果賞 | ベイブ                                              | ノミネート |
| 英国アカデミー賞 | 2003 | 特殊視覚効果賞 | パイレーツ・オブ・カリビアン/呪われた海賊たち       | ノミネート |
| 英国アカデミー賞 | 2006 | 特殊視覚効果賞 | パイレーツ・オブ・カリビアン/デッドマンズ・チェスト | 受賞       |
| 英国アカデミー賞 | 2007 | 特殊視覚効果賞 | パイレーツ・オブ・カリビアン/ワールド・エンド       | ノミネート |